# Ернст Йон фон Фраєнд
Ернст Максиміліан Йон фон Фраєнд (нім. Ernst Maximilian John von Freyend; 25 березня 1909, Бреслау — 24 березня 1980) — майор вермахту, ад'ютант начальника ОКВ Вільгельма Кейтеля.

## Біографія
Йон фон Фраєнд був присутній на засіданні в Гітлера, під час якого відбувся невдалий замах на фюрера.
Коли в будівлю прибув виконавець замаху, Клаус фон Штауффенберг, то попросив Йона фон Фраєнда відвести його в порожню кімнату, щоб той зміг перевдягти сорочку (насправді — щоб активувати заряд). Йон фон Фраєнд відвій Штауффенберга і згодом попросив поспішити. Перед засіданням він запропонував Штауффенбергу залишити портфель, в якому була бомба, у гардеробі, але той відмовився. На початку засідання Штауффенберг попросив Йона фон Фраєнда допомогти йому зайняти місце якомога ближче до Гітлера, посилаючись на проблеми зі слухом через наслідки поранення, що Йон фон Фраєнд і зробив. Під час вибуху Йон фон Фраєнд отримав легкі поранення.
Під час Нюрнберзького процесу представив себе як помічника і камердинера Кейтеля, який не брав участі у прийнятті військових рішень. На початку 1950-х років вступив у Організацію Гелена — попередник Федеральної розвідувальної служби.

## Нагороди
- Чорний нагрудний знак «За поранення 20 липня 1944» (2 вересня 1944)[1]